# Márcia Jaqueline
Márcia Jaqueline (Rio de Janeiro, 16 de julho de 1982) é uma bailarina brasileira. É a primeira-bailarina do balé do Theatro Municipal do Rio de Janeiro.

## Biografia
Formada pela Escola Estadual de Dança Maria Olenewa (EEDMO), desde cedo, aos três anos Márcia Jaqueline já era apaixonada pela dança. Aos nove anos, entrou para a EEDMO e começou seus estudos de balé com as professoras Regina Bertelli e Amélia Moreira.
Ganhou vários prêmios em concursos e festivais de balé, entre eles os festivais de Joinville, Teresópolis, Curitiba e Rio de Janeiro.[carece de fontes?]
Em 1997, ainda com 14 anos, começou a estagiar no balé do Theatro Municipal do Rio de Janeiro, sendo contratada para o corpo de baile em 1999, tendo a oportunidade de trabalhar com nomes como Gustavo Molajolli, Jean-Yves Lourmeau, Nanon Thibon, Boris Storojkov, Slawa Muchamedov, Elisabeth Platel, Márcia Haydée, Richard Cragun, Olga Evreinoff, Valdimir Vassiliev, Nathalia Makarova, Eugenia Feodorova e Tatiana Leskova, entre outros.
Em 15 de maio de 2007, aos 24 anos, foi nomeada primeira-bailarina do TMRJ, juntando-se a um grupo seleto que conta com nomes como Ana Botafogo, Áurea Hammerli, Cecília Kerche, Nora Esteves, Francisco Timbó, Paulo Rodrigues, Vitor Luiz e Cláudia Mota.

## Repertório
Ao longo dos dez anos como bailarina do Theatro Municipal do Rio de Janeiro, Márcia Jaqueline acumula uma gama variada de papéis, atuando, durante este período, tanto como solista quanto como bailarina principal, nos balés de repertório, neoclássicos e contemporâneos.

### Papéis principais
- O Lago dos Cisnes (Odete / Odile)
- A Bela Adormecida (Princesa Aurora)
- Onegin (Olga)
- Voluntaires
- La fille mal gardée (Lise)
- Copélia (Swanilda)
- A Criação
- Giselle (Giselle)
- O Quebra-Nozes (Fada Açucarada)
- Carmen de Roland Petit (Carmen)
- L'Arlesiénne de Roland Petit
- Don Quixote (Quitéria)
- Romeo e Julieta (Julieta)

### Solista
- Giselle (pax de six e duas Willis)
- Coppélia (amiga, Prece e Aurora)
- O Lago dos Cisnes (pequenos cisnes, grandes cisnes, pas de trois)
- Valsa das Flores
- Serenade (russa)
- Paquita (pas de trois)
- O Quebra-Nozes
- A Criação
- La bayadère (terceira variação das sombras)
- La sylphide (mazurka)
- Suíte de Raymonda (casal principal)
- Mozart: Divertimento Número 15 (cinco casais)
- Beethoven: Sétima Sinfonia
- Novos Ventos
- Caos Arte

### Grand pas de deux
- Don Quixote
- O Corsário
- Águas Primaveris
- O Pássaro Azul (3º ato de A Bela Adormecida)
- O Cisne Negro (3ª cena de O Lago dos Cisnes)
- As Bodas de Aurora (de A Bela Adormecida)
- Diana e Acteon

## Festivais e galas
Márcia Jaqueline participou de vários festivais e galas, como convidada e representante do Ballet do Theatro Municipal do Rio de Janeiro

### Festivais
- Festival de Gramado
- Festival de Brasília
- Festival de Campina Grande
- Festival de Três Coroas

### Galas
- Gala de Dança de Punta Del Este (Uruguai)
- Gala de Dança de Montevidéu (Uruguai)
- 7ª Mostra de Corumbá (2007)
- Gala da Escola de Dança Pulsarte (SP/2007)
- Gala de Companhia de Ballet do Paraguai (O Cisne Negro/2007)
- Festival Internacional de Joinville 2007 (O Corsário)
- Toronto Brazilian Ball (Canadá/2007)